# تشارلز كنولتون
تشارلز كنولتون (بالإنجليزية: Charles Knowlton)‏ هو كاتب وطبيب أمريكي، ولد في 10 مايو 1800 في Templeton, Massachusetts ‏ في الولايات المتحدة، وتوفي في 20 فبراير 1850.

## وصلات خارجية
- تشارلز كنولتون على موقع الموسوعة البريطانية (الإنجليزية)
- تشارلز كنولتون على موقع إن إن دي بي (الإنجليزية)